# William Viali
William Viali (Vaprio d'Adda, 16 novembre 1974) è un allenatore di calcio ed ex calciatore italiano, di ruolo difensore.

## Carriera

### Giocatore

#### Gli inizi
Cresce calcisticamente nelle giovanili dell'Atalanta senza approdare mai in prima squadra, ma vincendo con la Primavera di Cesare Prandelli scudetto e Torneo di Viareggio nella stagione 1992-1993. La sua prima esperienza da professionista è in Serie C1, in prestito al Fiorenzuola nella stagione 1993-1994 (29 presenze, un gol). Sempre in Serie C1 gioca con le maglie di Ravenna (stagione 1994-1995, 26 presenze ed un gol) e Monza (1995-1996, 13 presenze), con un breve passaggio nel Cesena (3 presenze) con il quale esordisce in Serie B. Nel 1996, dopo tre stagioni in prestito, l'Atalanta non lo riconferma, e il giocatore riparte dall'Ascoli, sempre in terza serie (1996-1997, 28 presenze e 2 gol).
Nell'estate del 1997 viene acquistato dal Lecce, allenato da Cesare Prandelli che lo aveva avuto nelle giovanili atalantine. Con i salentini debutta in Serie A nel 1997-1998 e in tre campionati di Serie A ed uno di Serie B colleziona in totale 110 presenze e 3 gol, numeri che gli valgono nel 1999 la fascia di capitano, conservata fino al 2001.

#### Venezia, Palermo e vari prestiti
Nel 2001 lascia il Lecce per il Venezia di Maurizio Zamparini, che lo paga 5 milioni di euro (Serie A 2001-2002, 15 presenze). Nelle due stagioni successive ancora esperienze nella massima serie con Perugia (2002-2003, 11 presenze) ed Ancona (13 presenze, un gol) in prestito dal Palermo, nuova squadra di Zamparini in cui portò molti giocatori del Venezia. 

#### Fiorentina, Treviso e Cremonese
Il 2 gennaio 2004 passa a titolo definitivo alla Fiorentina (Serie B 2003-2004, 19 presenze) e ottiene la promozione in Serie A con i viola, che lo riconfermano anche per la stagione successiva. Nell'estate 2005, non avendo spazio nella rinnovata Fiorentina di Cesare Prandelli, si trasferisce in prestito al Treviso, neopromosso in Serie A. Nella formazione veneta gioca da titolare, senza poter evitare la prematura retrocessione in Serie B, e nel mercato invernale di quello stesso anno viene riscattato completamente, nell'ambito della cessione di Francesco Parravicini alla Fiorentina. Rimane al Treviso anche nelle due successive stagioni di Serie B, fino al gennaio 2008, quando viene acquistato dalla Cremonese allenata da Emiliano Mondonico, in Serie C1.
Il suo impiego nella gara di Coppa Italia 2008-2009 tra Cremonese e Reggiana del 9 agosto 2008, vinta sul campo dai lombardi per 1-0, è costata alla squadra grigiorossa la sconfitta a tavolino per 3-0 poiché Viali era stato schierato in campo nonostante la squalifica di un turno subita un anno prima, quando militava nel Treviso.

### Allenatore

#### Gli inizi
Rimasto svincolato dopo la stagione 2009-2010, inizia ad allenarsi con il Fiorenzuola, squadra militante in Serie D, in attesa di un tesseramento; nel frattempo durante l'estate ha conseguito il patentino di allenatore ed in seguito alle dimissioni dell'allenatore Natalino Gottardo, a settembre diviene il nuovo tecnico della società piacentina. Lascia l'incarico a fine stagione, sostituito da Settimio Lucci.
Dal gennaio 2012 allena gli Allievi Nazionali B del Parma. A fine stagione lascia l'incarico e il 3 settembre 2012 viene nominato allenatore del Piacenza, militante in Eccellenza emiliana, in seguito all'esonero di Carlo Sozzi. Con gli emiliani vince il campionato con due turni di anticipo.
Il 10 dicembre 2012 inizia a frequentare a Coverciano il corso di abilitazione per il master di allenatori professionisti Prima Categoria-Uefa Pro, conseguendo il patentino il 5 luglio 2013.
Il 29 ottobre seguente, a seguito di un avvio di stagione negativo, viene esonerato dal club emiliano e sostituito da Roberto Venturato. L'8 gennaio successivo viene richiamato dal Piacenza, a causa dei risultati negativi ottenuti dal suo successore. Conclude la stagione al terzo posto e con l'eliminazione ai playoff, dopo i quali lascia definitivamente la panchina emiliana.
Nel giugno 2015 subentra ad Arnaldo Franzini sulla panchina del Pro Piacenza, che conduce alla salvezza nel campionato di Lega Pro dopo aver battuto l'AlbinoLeffe ai play-out.

#### Südtirol, Cuneo e Novara
L'8 giugno 2016, dopo aver conquistato la salvezza ai play-out con la squadra emiliana, diventa il nuovo allenatore del Südtirol, firmando un contratto annuale con opzione per il rinnovo. Viene esonerato il 13 marzo 2017, dopo due sconfitte consecutive, con la squadra a soli tre punti di margine dalla zona play-out.
Il 5 dicembre 2017 viene ingaggiato per subentrare all'esonerato Massimo Gardano sulla panchina del Cuneo, nel girone A del campionato di Serie C; pur trascorrendo l'intero campionato nelle retrovie, riesce infine a centrare la salvezza battendo il Gavorrano ai play-out.
Il 14 giugno 2018 prende il posto di Domenico Di Carlo alla guida del Novara, neo retrocesso in Serie C. Viene esonerato il 19 febbraio 2019 con la squadra in nona posizione, ma viene richiamato il 5 maggio a campionato finito e con la squadra qualificata ai play-off. Dopo aver battuto il Siena per 0-1, il Novara esce al secondo turno per via del miglior piazzamento dell’Arezzo (dopo il 2-2 dei tempi regolamentari). Il 4 giugno viene annunciato che non avrebbe rinnovato il proprio contratto con il club piemontese.

#### Cesena
Il 28 gennaio 2020 viene scelto per sostituire Francesco Modesto sulla panchina del Cesena, traghettando la squadra al tredicesimo posto. Confermato sulla panchina romagnola, nell'annata seguente chiude al settimo posto il proprio girone; ai play-off la squadra viene eliminata al secondo turno per mano del Matelica. Nella stagione 2021-2022 l'undici di Viali migliora il piazzamento in classifica, concludendo il proprio girone al terzo posto; tuttavia sono ancora fatali i play-off, dove i bianconeri vengono subito eliminati dal Monopoli al primo turno della fase nazionale. Al termine di quest'ultima gara, il tecnico rassegna le dimissioni dopo due anni e mezzo in Romagna.

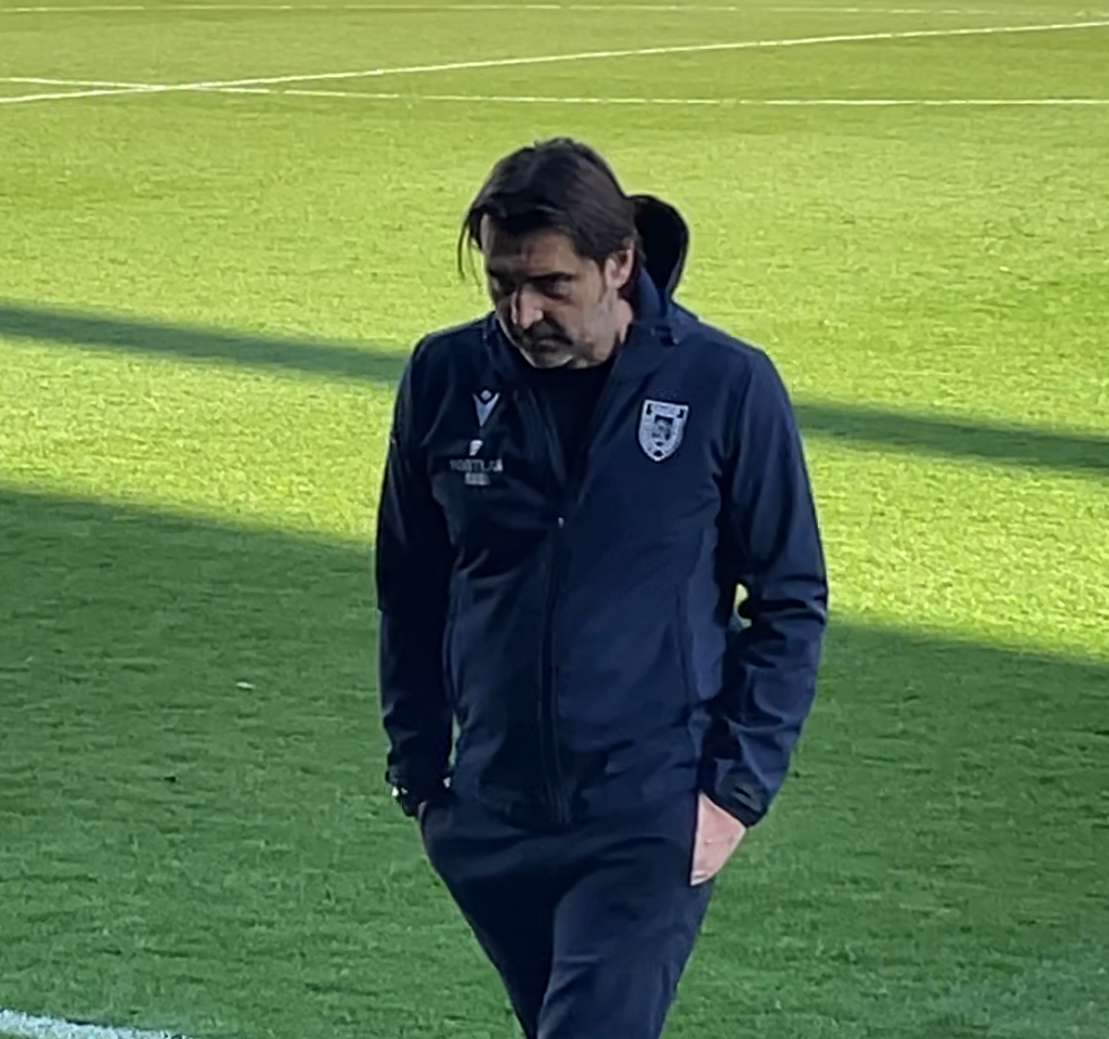
Viali nel 2025, tecnico della Reggiana

#### Cosenza e Ascoli
Il 2 novembre 2022 firma un contratto di sette mesi con il Cosenza, in quel momento quintultimo in Serie B, sostituendo l'esonerato Davide Dionigi. Raccoglie 29 punti in 27 partite e termina la stagione regolare al quartultimo posto portando così i calabresi a disputare i play-out, dove ha la meglio sul Brescia, con la vittoria per 1-0 all'andata in casa e un pari per 1-1 al ritorno, poi tramutato in 0-3 dalla giustizia sportiva a seguito delle intemperanze dei tifosi bresciani.
Il 19 giugno 2023 diventa il nuovo tecnico dell'Ascoli, con cui firma un biennale. Viene esonerato il 13 novembre seguente con la squadra al quartultimo posto in classifica con 12 punti raccolti nelle prime 12 gare; a fine stagione comunque l'Ascoli retrocederà in Serie C.
L'11 marzo 2024, dopo aver risolto il contratto con la squadra marchigiana, a seguito dell'esonero di Fabio Caserta, viene richiamato dal Cosenza, in quel momento quattordicesimo con 34 punti dopo 29 turni, firmando un contratto fino al 30 giugno 2025. Termina il campionato al nono posto a quattro punti dai play-off e dai play-out. Il 14 giugno 2024 il suo contratto con i rossoblù viene rescisso, insieme a quello del suo vice Massimiliano Guidetti.

#### Reggiana
Il 19 giugno 2024 firma un contratto annuale con la Reggiana. Viene esonerato il 30 marzo 2025 con la squadra granata al terzultimo posto in classifica con 32 punti dopo 31 giornate.

## Statistiche

### Presenze e reti nei club
| Stagione          | Squadra           | Campionato        | Campionato | Campionato | Coppe nazionali | Coppe nazionali | Coppe nazionali | Coppe continentali | Coppe continentali | Coppe continentali | Altre coppe | Altre coppe | Altre coppe | Totale | Totale |
| Stagione          | Squadra           | Comp              | Pres       | Reti       | Comp            | Pres            | Reti            | Comp               | Pres               | Reti               | Comp        | Pres        | Reti        | Pres   | Reti   |
| ----------------- | ----------------- | ----------------- | ---------- | ---------- | --------------- | --------------- | --------------- | ------------------ | ------------------ | ------------------ | ----------- | ----------- | ----------- | ------ | ------ |
| 1991-1992         | Atalanta          | A                 | 0          | 0          | CI              | 0               | 0               | -                  | -                  | -                  | -           | -           | -           | 0      | 0      |
| 1992-1993         | Atalanta          | A                 | 0          | 0          | CI              | 0               | 0               | -                  | -                  | -                  | -           | -           | -           | 0      | 0      |
| Totale Atalanta   | Totale Atalanta   | Totale Atalanta   | 0          | 0          |                 | 0               | 0               |                    | -                  | -                  |             | -           | -           | 0      | 0      |
| 1993-1994         | Fiorenzuola       | C1                | 29         | 1          | CI-C            | ?               | ?               | -                  | -                  | -                  | -           | -           | -           | 29+?   | 1+?    |
| 1994-1995         | Ravenna           | C1                | 26+1       | 1+0        | CI+CI-C         | 1+?             | 0+?             | -                  | -                  | -                  | -           | -           | -           | 28+?   | 1+?    |
| lug.-dic. 1995    | Cesena            | B                 | 3          | 0          | CI              | 0               | 0               | -                  | -                  | -                  | -           | -           | -           | 3      | 0      |
| dic. 1995-1996    | Monza             | C1                | 13+2       | 0+0        | CI+CI-C         | 0+?             | 0+?             | -                  | -                  | -                  | -           | -           | -           | 15+?   | 0+?    |
| 1996-1997         | Ascoli            | C1                | 28         | 2          | CI+CI-C         | 1+?             | 0+?             | -                  | -                  | -                  | -           | -           | -           | 29+?   | 2+?    |
| 1997-1998         | Lecce             | A                 | 22         | 0          | CI              | 4               | 0               | -                  | -                  | -                  | -           | -           | -           | 26     | 0      |
| 1998-1999         | Lecce             | B                 | 26         | 0          | CI              | 4               | 0               | -                  | -                  | -                  | -           | -           | -           | 30     | 0      |
| 1999-2000         | Lecce             | A                 | 32         | 1          | CI              | 6               | 1               | -                  | -                  | -                  | -           | -           | -           | 38     | 2      |
| 2000-2001         | Lecce             | A                 | 31         | 2          | CI              | 3               | 0               | -                  | -                  | -                  | -           | -           | -           | 34     | 2      |
| Totale Lecce      | Totale Lecce      | Totale Lecce      | 111        | 3          |                 | 17              | 1               |                    | -                  | -                  |             | -           | -           | 128    | 4      |
| 2001-2002         | Venezia           | A                 | 15         | 0          | CI              | 3               | 0               | -                  | -                  | -                  | -           | -           | -           | 18     | 0      |
| 2002-2003         | Perugia           | A                 | 11         | 0          | CI              | 5               | 0               | CIU                | 2                  | 0                  | -           | -           | -           | 18     | 0      |
| 2003-gen. 2004    | Ancona            | A                 | 13         | 2          | CI              | -               | -               | -                  | -                  | -                  | -           | -           | -           | 13     | 2      |
| gen.-giu. 2004    | Fiorentina        | B                 | 19+2       | 0          | CI-C            | -               | -               | -                  | -                  | -                  | -           | -           | -           | 21     | 0      |
| 2004-2005         | Fiorentina        | A                 | 34         | 0          | CI              | 7               | 1               | -                  | -                  | -                  | -           | -           | -           | 41     | 1      |
| lug.-ago. 2005    | Fiorentina        | A                 | 0          | 0          | CI              | 2               | 0               | -                  | -                  | -                  | -           | -           | -           | 2      | 0      |
| Totale Fiorentina | Totale Fiorentina | Totale Fiorentina | 55         | 0          |                 | 9               | 1               |                    |                    |                    |             |             |             | 64     | 1      |
| ago. 2005-2006    | Treviso           | A                 | 26         | 0          | CI              | 0               | 0               | -                  | -                  | -                  | -           | -           | -           | 26     | 0      |
| 2006-2007         | Treviso           | B                 | 37         | 2          | CI              | 1               | 0               | -                  | -                  | -                  | -           | -           | -           | 38     | 2      |
| 2007-gen. 2008    | Treviso           | B                 | 19         | 1          | CI              | 2               | 0               | -                  | -                  | -                  | -           | -           | -           | 21     | 1      |
| Totale Treviso    | Totale Treviso    | Totale Treviso    | 82         | 3          |                 | 3               | 0               |                    |                    |                    |             |             |             | 85     | 3      |
| gen.-giu. 2008    | Cremonese         | C1                | 13+4       | 1+1        | CI-C            | ?               | ?               | -                  | -                  | -                  | -           | -           | -           | 17+?   | 2+?    |
| 2008-2009         | Cremonese         | 1D                | 28         | 1          | CI+CI-LP        | 1+?             | 0+?             | -                  | -                  | -                  | -           | -           | -           | 29+?   | 1+?    |
| 2009-2010         | Cremonese         | 1D                | 30+4       | 3+0        | CI+CI-LP        | 2+?             | 0+?             | -                  | -                  | -                  | -           | -           | -           | 29+?   | 1+?    |
| Totale Cremonese  | Totale Cremonese  | Totale Cremonese  | 71+8       | 5+1        |                 | 3+?             | 0+?             |                    |                    |                    |             |             |             | 82+?   | 6+?    |
| Totale carriera   | Totale carriera   | Totale carriera   | 468        | 16         |                 | 42+?            | 2+?             |                    | 2                  | 0                  |             | -           | -           | 512+?  | 18+?   |

### Statistiche da allenatore
Statistiche aggiornate al 30 marzo 2025. In grassetto le competizioni vinte.
| Stagione        | Squadra         | Campionato      | Campionato | Campionato | Campionato | Campionato | Coppe nazionali | Coppe nazionali | Coppe nazionali | Coppe nazionali | Coppe nazionali | Coppe continentali | Coppe continentali | Coppe continentali | Coppe continentali | Coppe continentali | Altre coppe | Altre coppe | Altre coppe | Altre coppe | Altre coppe | Totale | Totale | Totale | Totale | % Vittorie | Piazzamento      |
| Stagione        | Squadra         | Comp            | G          | V          | N          | P          | Comp            | G               | V               | N               | P               | Comp               | G                  | V                  | N                  | P                  | Comp        | G           | V           | N           | P           | G      | V      | N      | P      | %          | Piazzamento      |
| --------------- | --------------- | --------------- | ---------- | ---------- | ---------- | ---------- | --------------- | --------------- | --------------- | --------------- | --------------- | ------------------ | ------------------ | ------------------ | ------------------ | ------------------ | ----------- | ----------- | ----------- | ----------- | ----------- | ------ | ------ | ------ | ------ | ---------- | ---------------- |
| set. 2010-2011  | Fiorenzuola     | D               | 31         | 12         | 10         | 9          | CI-D            | -               | -               | -               | -               | -                  | -                  | -                  | -                  | -                  | -           | -           | -           | -           | -           | 31     | 12     | 10     | 9      | 38,71      | Sub., 12º        |
| set. 2012-2013  | Piacenza        | Ecc.            | 34         | 25         | 6          | 3          | CI-Ecc.         | -               | -               | -               | -               | -                  | -                  | -                  | -                  | -                  | -           | -           | -           | -           | -           | 34     | 25     | 6      | 3      | 73,53      | Sub., 1º (prom.) |
| 2013-2014       | Piacenza        | D               | 25+1       | 12+0       | 8+0        | 5+1        | CI-D            | 4               | 3               | 0               | 1               | -                  | -                  | -                  | -                  | -                  | -           | -           | -           | -           | -           | 30     | 15     | 8      | 7      | 50,00      | Eson., Sub. 4º   |
| Totale Piacenza | Totale Piacenza | Totale Piacenza | 60         | 37         | 14         | 9          |                 | 4               | 3               | 0               | 1               |                    | -                  | -                  | -                  | -                  |             | -           | -           | -           | -           | 64     | 40     | 14     | 10     | 62,50      |                  |
| 2015-2016       | Pro Piacenza    | LP              | 34+2       | 8+2        | 15+0       | 11+0       | CI-LP           | 3               | 1               | 1               | 1               | -                  | -                  | -                  | -                  | -                  | -           | -           | -           | -           | -           | 39     | 11     | 16     | 12     | 28,21      | 14º              |
| 2016-mar. 2017  | Südtirol        | LP              | 29         | 7          | 11         | 11         | CI+CI-LP        | 1+2             | 0+1             | 0               | 1+1             | -                  | -                  | -                  | -                  | -                  | -           | -           | -           | -           | -           | 32     | 8      | 11     | 13     | 25,00      | Eson.            |
| dic. 2017-2018  | Cuneo           | C               | 22+2       | 4+1        | 7+1        | 11+0       | CI-C            | -               | -               | -               | -               | -                  | -                  | -                  | -                  | -                  | -           | -           | -           | -           | -           | 24     | 5      | 8      | 11     | 20,83      | Sub. 18º         |
| 2018-2019       | Novara          | C               | 27+2       | 8+1        | 14+1       | 5+0        | CI+CI-C         | 4+1             | 2+0             | 1+0             | 1+1             | -                  | -                  | -                  | -                  | -                  | -           | -           | -           | -           | -           | 34     | 11     | 16     | 7      | 32,35      | Eson., Sub., 9º  |
| gen.-giu. 2020  | Cesena          | C               | 4          | 1          | 2          | 1          | CI-C            | -               | -               | -               | -               | -                  | -                  | -                  | -                  | -                  | -           | -           | -           | -           | -           | 4      | 1      | 2      | 1      | 25,00      | Sub. 13º         |
| 2020-2021       | Cesena          | C               | 38+2       | 15+1       | 12+0       | 11+1       | -               | -               | -               | -               | -               | -                  | -                  | -                  | -                  | -                  | -           | -           | -           | -           | -           | 40     | 16     | 12     | 12     | 40,00      | 7º               |
| 2021-2022       | Cesena          | C               | 38+2       | 18+1       | 13+0       | 7+1        | CI-C            | 2               | 1               | 0               | 1               | -                  | -                  | -                  | -                  | -                  | -           | -           | -           | -           | -           | 42     | 20     | 13     | 9      | 47,62      | 3º               |
| Totale Cesena   | Totale Cesena   | Totale Cesena   | 84         | 36         | 27         | 21         |                 | 2               | 1               | 0               | 1               |                    | -                  | -                  | -                  | -                  |             | -           | -           | -           | -           | 86     | 37     | 27     | 22     | 43,02      |                  |
| nov. 2022-2023  | Cosenza         | B               | 27+2       | 6+2        | 11+0       | 10+0       | CI              | -               | -               | -               | -               | -                  | -                  | -                  | -                  | -                  | -           | -           | -           | -           | -           | 29     | 8      | 11     | 10     | 27,59      | Sub., 17º        |
| lug.-nov. 2023  | Ascoli          | B               | 13         | 3          | 3          | 7          | CI              | 1               | 0               | 0               | 1               | -                  | -                  | -                  | -                  | -                  | -           | -           | -           | -           | -           | 14     | 3      | 3      | 8      | 21,43      | Eson.            |
| mar.-giu. 2024  | Cosenza         | B               | 9          | 3          | 4          | 2          | CI              | -               | -               | -               | -               | -                  | -                  | -                  | -                  | -                  | -           | -           | -           | -           | -           | 9      | 3      | 4      | 2      | 33,33      | Sub., 9º         |
| Totale Cosenza  | Totale Cosenza  | Totale Cosenza  | 38         | 11         | 15         | 12         |                 | -               | -               | -               | -               |                    | -                  | -                  | -                  | -                  |             | -           | -           | -           | -           | 38     | 11     | 15     | 12     | 28,95      |                  |
| 2024-mar. 2025  | Reggiana        | B               | 31         | 7          | 11         | 13         | CI              | 1               | 0               | 0               | 1               | -                  | -                  | -                  | -                  | -                  | -           | -           | -           | -           | -           | 32     | 7      | 11     | 14     | 21,88      | Eson.            |
| Totale carriera | Totale carriera | Totale carriera | 375        | 137        | 129        | 109        |                 | 19              | 8               | 2               | 9               |                    | -                  | -                  | -                  | -                  |             | -           | -           | -           | -           | 394    | 145    | 131    | 118    | 36,80      |                  |

## Palmarès

### Giocatore

#### Club

##### Competizioni giovanili
- Campionato Primavera: 1

Atalanta: 1992-1993
- Torneo di Viareggio: 1

Atalanta: 1993
- Trofeo Dossena: 1

Atalanta: 1993

### Allenatore

#### Club

##### Competizioni regionali
- Eccellenza: 1

Piacenza: 2012-2013